# Шабанколь (озеро, Карабалыкский район)
Шабанколь (каз. Шабанкөл) — пересыхающее озеро в Карабалыкском районе Костанайской области Казахстана. Находится в 7 км к югу от села Назаровки и в 1 км к востоку от Карачаколь.
По данным топографической съёмки 1958 года, площадь поверхности озера составляет 3,23 км². Наибольшая длина озера — 2,4 км, наибольшая ширина — 1,7 км. Длина береговой линии составляет 8 км, развитие береговой линии — 1,25. Озеро расположено на высоте 211,8 м над уровнем моря.